# Episodi di Dragon Ball Z (sesta stagione)
La sesta stagione della serie televisiva anime Dragon Ball Z si intitola Saga di Cell (セル編?, Seru hen) e comprende gli episodi dal 148 al 194. È prodotta da Toei Animation con regia di Daisuke Nishio, basata sul manga Dragon Ball di Akira Toriyama. La storia segue la lotta di Goku e i suoi compagni per fermare il cyborg Cell, ostinato a raggiungere la sua invincibile forma perfetta tramite l'assorbimento dei Numeri 17 e 18.
La stagione è andata in onda in Giappone su Fuji TV di mercoledì dal 15 luglio 1992 al 21 luglio 1993. L'edizione italiana è stata trasmessa in prima visione su Italia 1 dal 20 settembre all'8 novembre 2000. All'inizio andò in onda tutti i giorni, con due episodi la domenica e uno solo gli altri; dal 16 ottobre la trasmissione fu limitata dal lunedì al venerdì.
Le sigle impiegate nell'edizione originale sono Cha-La Head-Cha-La di Hironobu Kageyama per l'apertura e Detekoi tobikiri Zenkai Power! di Manna per la chiusura, sostituite nel passaggio televisivo italiano dalla sigla unica What's My Destiny Dragon Ball, cantata da Giorgio Vanni.

## Lista episodi
| Nº  | Titolo italiano Giapponese 「Kanji」 - Rōmaji | In onda           | In onda           |
| Nº  | Titolo italiano Giapponese 「Kanji」 - Rōmaji | Giapponese        | Italiano          |
| 148 | Il super guerriero namecciano 「天を裂く激烈光弾!! ピッコロVS人造人間17号」 - Ten o Saku Gekiretsu Kōdan!! Pikkoro tai Jinzō Ningen Jūnanagō | 15 luglio 1992    | 20 settembre 2000 |
| 148 | Consapevole di poter impedire la trasformazione di Cell eliminando gli androidi, Piccolo inizia un duro scontro con C-17 tenendo testa all'avversario: l'energia dei due viene però avvertita dal mostro, ancora intento ad uccidere umani per rubarne la forza vitale. |                   |                   |
| 149 | Vicino alla trasformazione finale 「この日を待っていた!! セル·完全体への序曲」 - Kono Hi o Matteita!! Seru - Kanzentai e no Jokyoku | 22 luglio 1992    | 21 settembre 2000 |
| 149 | Mentre Bulma ha ultimato il congegno per disattivare i cyborg, Piccolo e C-17 continuano a darsi battaglia ma Cell sopraggiunge sul luogo dello scontro senza che i robot lo riconoscano. |                   |                   |
| 150 | Junior contro Cell 「捨て身の反撃及ばず! ピッコロ燃え尽きる!!」 - Sutemi no Hangeki Oyobazu! Pikkoro Moetsukiru!! | 29 luglio 1992    | 22 settembre 2000 |
| 150 | Intenzionato ad assorbire C-17, Cell viene ostacolato da Piccolo ma si libera del namecciano ferendolo gravemente per poi gettarlo in mare. Crilin, nel frattempo, si dirige verso l'abitazione di Bulma per ricevere il congegno utile a neutralizzare gli androidi. |                   |                   |
| 151 | L'ultima risorsa 「残された唯一の望み... 無言の戦士16号立つ!!」 - Nokosareta Yuiitsu no Nozomi... Mugon no Senshi Jūrokugō Tatsu!! | 5 agosto 1992     | 24 settembre 2000 |
| 151 | C-16 interviene in difesa del compagno, lottando contro Cell e mostrando una potenza superiore rispetto a quella degli altri due robot. |                   |                   |
| 152 | Cell assorbe C-17 「17号を飲み込んだ... 変身セルは超グルメ」 - Jūnanagō o Nomikonda... Henshin Seru wa Chō Gurume | 12 agosto 1992    | 24 settembre 2000 |
| 152 | Riuscito a eludere la guardia di C-16, Cell assorbe C-17 trasformandosi in uno stadio superiore: grazie ai nuovi poteri, la creatura ideata dal dottor Gelo ferisce gravemente l'androide che si era opposto a lui obbligandolo alla fuga assieme a C-18. Tenshinhan (giunto poco prima sull'isola) attacca il mostro permettendo ai robot di scappare. |                   |                   |
| 153 | Goku salva Tensing 「明日はオメエを叩きのめす!! 悟空の挑戦状」 - Ashita wa Omē o Tatakinomesu!! Gokū no Chōsenjō | 19 agosto 1992    | 25 settembre 2000 |
| 153 | Tenshinhan consuma la sua intera energia nel tentativo di rallentare Cell, ma sviene per lo sforzo. Prima che il nemico (completamente illeso dagli attacchi) lo elimini, Goku si teletrasporta sull'isola salvandolo: il Saiyan prega Cell di pazientare un altro giorno così da poter affrontare un avversario alla sua altezza. Avvertendo l'aura di Piccolo, benché debole, Goku salva anche questi facendo poi ritorno al palazzo. |                   |                   |
| 154 | Super allenamento per Goku e Gohan 「全てオレが片付ける!! 新生ベジータ親子出撃」 - Subete Ore ga Katadzukeru!! Shinsei Bejīta Oyako Shutsugeki | 26 agosto 1992    | 26 settembre 2000 |
| 154 | Goku e Gohan danno il cambio a Vegeta e Trunks per allenarsi nella stanza speciale, mentre Cell distrugge varie isole nel tentativo di stanare C-18. |                   |                   |
| 155 | La forza strepitosa di Vegeta 「いきなり全開!! 光り輝くベジータの超パワー」 - Ikinari Zenkai!! Hikari Kagayaku Bejīta no Chō Pawā | 2 settembre 1992  | 27 settembre 2000 |
| 155 | Vegeta e Trunks trovano Cell, e Vegeta raggiunge il Super Saiyan del secondo stadio iniziando una dura lotta col nemico. |                   |                   |
| 156 | Super Vegeta! 「セルよひざまずけ! オレは超ベジータだ!!」 - Seru yo Hizamaduke! Ore wa Sūpā Bejīta da!! | 9 settembre 1992  | 28 settembre 2000 |
| 156 | Vegeta mostra i frutti dell'allenamento, rivelandosi ben più potente di Cell e mettendolo in difficoltà senza sforzo; Goku, intanto, cerca di insegnare a Gohan come compiere la trasformazione in Super Saiyan. |                   |                   |
| 157 | Cell è in difficoltà 「危険なプライド!! 完全体セルへの挑戦」 - Kiken na Puraido!! Kanzentai Seru e no Chōsen | 16 settembre 1992 | 29 settembre 2000 |
| 157 | Vegeta sembra ormai prossimo ad eliminare Cell, mentre Crilin si dirige sull'isola in cui C-18 è nascosta per disattivarla col telecomando. |                   |                   |
| 158 | L'indecisione di Crili 「オレ悩んじゃう!! クリリンの18号破壊工作」 - Ore Nayanjau!! Kuririn no Jūhachigō Hakai Kōsaku | 23 settembre 1992 | 30 settembre 2000 |
| 158 | Cell confida a Vegeta che assorbendo C-18 ultimerebbe la sua trasformazione, dando così un avversario più potente al Saiyan. Nel frattempo Crilin si scopre innamorato di C-18, tanto da distruggere il congegno anziché disattivare l'androide. |                   |                   |
| 159 | L'ultima trasformazione di Cell 「全宇宙に衝撃!! セル、完全体へ驚異の進化」 - Zen Uchū ni Shōgeki!! Seru, Kanzentai e Kyōi no Shinka | 30 settembre 1992 | 1º ottobre 2000   |
| 159 | Vegeta e Cell interrompono lo scontro per consentire al secondo di assorbire C-18 e completarsi, malgrado gli avvertimenti che Trunks rivolge a suo padre circa la pericolosità del nemico. Eludendo le difese tentate dal giovane e da Crilin, Cell riesce a ingurgitare il cyborg ultimando la trasformazione. |                   |                   |
| 160 | L'essere perfetto 「戦闘力無限大!! セルという名の破壊神誕生」 - Sentōryoku Mugendai!! Seru to Iu Na no Hakaishin Tanjō | 14 ottobre 1992   | 1º ottobre 2000   |
| 160 | Durante l'allenamento nella stanza speciale Gohan compie la sua prima trasformazione in Super Saiyan, mentre Cell ha raggiunto il suo stadio finale: Vegeta non si mostra però preoccupato, fiducioso di sconfiggere il nemico. |                   |                   |
| 161 | Vegeta è in pericolo 「超ベジータ危うし!! 完全無欠の恐怖が迫る!!」 - Sūpā Bejīta Ayaushi!! Kanzen Muketsu no Kyōfu ga Semaru!! | 21 ottobre 1992   | 2 ottobre 2000    |
| 161 | Cell riprende lo scontro con Vegeta, surclassandolo ben presto in virtù della nuova forza acquisita. Un potente attacco scagliato dal Saiyan distrugge in parte il corpo dell'avversario, ma questi si rigenera grazie alle abilità ereditate da Piccolo. |                   |                   |
| 162 | Trunks supera il limite del Super Sayan 「超サイヤ人の限界突破!! 嵐を呼ぶトランクス」 - Sūpā Saiyajin no Genkai Toppa!! Arashi o Yobu Torankusu | 28 ottobre 1992   | 3 ottobre 2000    |
| 162 | Cell sconfigge Vegeta, il quale perde conoscenza a causa dei colpi subìti: Trunks interviene in difesa del padre, trasformandosi a sua volta e chiedendo a Crilin di portare in salvo il genitore. |                   |                   |
| 163 | Trunks mette in salvo suo padre 「父を救え!! 天をも焦がすトランクスの怒り」 - Chichi o Sukue!! Ten o mo Kogasu Torankusu no Ikari | 4 novembre 1992   | 4 ottobre 2000    |
| 163 | Crilin porta al riparo Vegeta, mentre Trunks inizia ad affrontare Cell. |                   |                   |
| 164 | Il terribile futuro in cui ha vissuto Trunks 「絶望の未来!! 地獄を生き抜いた男トランクス」 - Zetsubō no Mirai!! Jigoku o Ikinuita Otoko Torankusu | 11 novembre 1992  | 5 ottobre 2000    |
| 164 | Ascendendo al Super Saiyan del terzo stadio, Trunks aumenta notevolmente la sua muscolatura impressionando Cell: durante la battaglia i due rammentano inoltre il futuro da cui provengono, nel quale gli spietati C-17 e C-18 compirono numerose stragi. |                   |                   |
| 165 | La proposta di Cell 「超トランクスに弱点!! セル、衝撃の爆弾発言」 - Sūpā Torankusu ni Jakuten!! Seru, Shōgeki no Bakudan Hatsugen | 18 novembre 1992  | 6 ottobre 2000    |
| 165 | All'interno della stanza speciale Goku raggiunge a propria volta il terzo livello di Super Saiyan, avvertendo però il figlio dei problemi derivanti dall'eccessiva muscolatura e dal consumo di energia in tale stadio: l'eroe convince inoltre Gohan a mantenere la trasformazione anche dopo l'allenamento, così da acquisire familiarità coi nuovi poteri. Trunks continua invece lo scontro con Cell, rendendosi però conto di aver puntato troppo sulla forza a scapito della velocità: sconfitto quindi dal nemico, viene risparmiato poiché Cell intende organizzare un torneo di arti marziali di lì a dieci giorni così da potersi misurare con avversari più preparati. Lo stesso Cell mette in palio il destino del pianeta, che verrà distrutto in caso di una sua vittoria.                                |                   |                   |
| 166 | Il nuovo torneo di arti marziali 「悟空に迫る大決戦!! 新天下一武道会の謎」 - Gokū ni Semaru Dai Kessen!! Shin Tenkaichi Budōkai no Nazo | 25 novembre 1992  | 7 ottobre 2000    |
| 166 | Goku e Gohan continuano il loro allenamento nella stanza dello spirito e del tempo, mentre Trunks informa tutti del torneo di arti marziali organizzato da Cell. Crilin porta un danneggiato C-16 da Bulma, che decide di ripararlo in modo che possa partecipare al torneo. Nel frattempo Cell crea il ring. |                   |                   |
| 167 | Cell lancia la sua sfida in TV 「視聴率100%!! 死を呼ぶセルゲーム独占生放送」 - Shichōritsu Hyaku Pāsento!! Shi o Yobu Seru Gēmu Dokusen Nama Hōsō | 2 dicembre 1992   | 8 ottobre 2000    |
| 167 | Cell annuncia in TV a tutto il mondo che ci sarà un torneo e che se nessuno riuscirà a sconfiggerlo distruggerà la Terra. |                   |                   |
| 168 | Goku e Gohan: fine dell'allenamento 「悟空と悟飯... ヒーロー親子究極レベルアップ」 - Gokū to Gohan... Hīrō Oyako Kyūkyoku Reberu Appu | 9 dicembre 1992   | 8 ottobre 2000    |
| 168 | Goku e Gohan escono dalla stanza dello spirito e del tempo molto più forti di prima. Goku si teletrasporta all'arena e ottiene da Cell la promessa che questi non compirà attacchi ad innocenti prima del torneo. |                   |                   |
| 169 | In attesa del torneo di arti marziali 「悟空の余裕!? 休んで待とうセルゲーム」 - Gokū no Yoyū!? Yasunde Matō Seru Gēmu | 16 dicembre 1992  | 9 ottobre 2000    |
| 169 | Goku e Gohan decidono di passare più della metà dei nove giorni rimanenti prima del torneo a riposare. |                   |                   |
| 170 | Il rifugio anti-Cell 「戦士の休息... 少女と嘘と悟飯の決意」 - Senshi no Kyūsoku... Shōjo to Uso to Gohan no Ketsui | 13 gennaio 1993   | 10 ottobre 2000   |
| 170 | Piccolo inizia il suo allenamento nella stanza dello spirito e del tempo. Nel frattempo Gohan salva una ragazzina che stava per annegare in un fiume e incontra suo padre. Un rifugio anti-Cell sta per essere costruito da un uomo che ha come guardia del corpo Taobaibai. Quando il suo capo gli ordina di attaccare Gohan Taobaibai si spaventa del figlio di Goku e scappa. |                   |                   |
| 171 | Il "compleanno" di Gohan 「秘められた力!! 悟飯が赤ン坊だった頃」 - Himerareta Chikara!! Gohan ga Akanbō datta Koro | 20 gennaio 1993   | 11 ottobre 2000   |
| 171 | L'esercito viene mandato a eliminare Cell, che però lo sconfigge facilmente. Gohan festeggia con la sua famiglia il suo 11º compleanno. |                   |                   |
| 172 | Serve un nuovo Supremo! 「神様を探し出せ!! 悟空、大瞬間移動」 - Kamisama o Sagashidase!! Goku, Dai Shunkan Idō | 27 gennaio 1993   | 12 ottobre 2000   |
| 172 | Piccolo esce dalla stanza dello spirito e del tempo più forte di prima e al suo posto vi rientra Vegeta. |                   |                   |
| 173 | Il ritorno di Dende e delle sfere del drago 「デンデの初仕事!! ドラゴンボール復活だ」 - Dende no Hatsu Shigoto!! Doragon Bōru Fukkatsu da | 3 febbraio 1993   | 13 ottobre 2000   |
| 173 | Goku va sul nuovo pianeta Namecc a cercare un nuovo Dio della Terra. Dende diventa il nuovo Dio della Terra e crea un drago che può esaudire tre desideri. Goku va poi a cercare le sfere del drago. |                   |                   |
| 174 | Il ritrovamento delle sette sfere del drago 「悟空に難問!? 神龍球をとり戻せ」 - Gokū ni Nanmon!? Doragon Bōru o Torimodose | 10 febbraio 1993  | 14 ottobre 2000   |
| 174 | Vegeta esce dalla stanza dello spirito e del tempo; Goku va a cercare la settima e ultima sfera del drago, che è nelle mani del capo di Taobaibai. |                   |                   |
| 175 | Arrivano gli avversari di Cell 「セルに挑む者たち!! 決戦の幕開け」 - Seru ni Idomu Mono Tachi!! Kessen no Makuake | 17 febbraio 1993  | 15 ottobre 2000   |
| 175 | Il giorno del Cell Game arriva e i guerrieri si presentano al campo di battaglia incluso Mr. Satan, l'"uomo più forte del mondo". |                   |                   |
| 176 | Mr Satan contro Cell 「ちょっと待った!! サタン軍団大暴れ」 - Chotto Matta!! Satangundan Daiabare | 3 marzo 1993      | 15 ottobre 2000   |
| 176 | I primi a combattere contro Cell sono due allievi di Mr. Satan, che vengono sconfitti da Cell molto facilmente. Mr. Satan combatte contro Cell, ma anche lui viene subito sconfitto. |                   |                   |
| 177 | Comincia la vera partita 「勝負だ悟空!! 超緊迫セルゲーム」 - Shōbu da Gokū!! Chō Kinpaku Seru Gēmu | 10 marzo 1993     | 16 ottobre 2000   |
| 177 | Goku e Cell iniziano un duro combattimento, malgrado Gohan sospetti che il padre e l'androide non stiano utilizzando il massimo potere di cui sono capaci. |                   |                   |
| 178 | La potentissima Onda energetica di Cell 「地球直撃!! セルの特大カメハメ波」 - Chikyū Chokugeki!! Seru no Tokudai Kamehameha | 17 marzo 1993     | 17 ottobre 2000   |
| 178 | Lo scontro prosegue alla pari, con Cell che lancia un'enorme Kamehameha: Goku riesce a deflettere l'attacco fuori dall'orbita terrestre, prima di fare ritorno sul ring grazie al teletrasporto. |                   |                   |
| 179 | La tattica segreta di Goku 「敗北か死か!? 悟空、逆転の秘策」 - Haiboku ka Shi ka!? Gokū, Gyakuten no Hisaku | 31 marzo 1993     | 18 ottobre 2000   |
| 179 | Sempre più appassionato dalla lotta, Cell distrugge il ring che lui stesso aveva creato (ritenendolo un'inutile limitazione) estendendo il campo di battaglia all'intero pianeta: Goku coglie di sorpresa l'avversario, abbinando il teletrasporto alla Kamehameha e distruggendo parzialmente il corpo dell'androide. L'aura del nemico sembra svanita, con Crilin e Mr. Satan che festeggiano la vittoria dell'eroe. |                   |                   |
| 180 | Goku si arrende! 「死闘に決着!!悟空の降参宣言!?」 - Shitō ni Ketchaku!! Gokū no Kōsan Sengen!? | 7 aprile 1993     | 19 ottobre 2000   |
| 180 | Goku rimane all'erta percependo ancora la presenza di Cell, il quale infatti si rigenera come già avvenuto durante la battaglia contro Vegeta: la lotta riprende con i due guerrieri notevolmente indeboliti, ma Goku (che aveva rifiutato di mangiare un senzu) si arrende all'improvviso tra lo stupore dei presenti ritenendo che Cell abbia conservato maggiori forze. |                   |                   |
| 181 | Gohan scende sul campo di battaglia 「最強を継ぐ者...その名は悟飯」 - Saikyō o Tsugu Mono... Sono Na wa Gohan | 14 aprile 1993    | 20 ottobre 2000   |
| 181 | Cell si prepara a festeggiare la vittoria, ma Goku ammette di essersi arreso soltanto per fare spazio a un compagno più forte di lui. Il nemico rimane stupito e ricorda di avere già sconfitto Piccolo, Vegeta e Trunks non riuscendo a capire chi possa essere più forte. Goku rivela di avere scelto il figlio Gohan, confidando nel suo potere nascosto. Lo scontro ha inizio e il giovane, pur mostrando una forza persino superiore al padre, si trova ben presto in difficoltà contro il cyborg. |                   |                   |
| 182 | Gohan si arrabbia! 「怒れ悟飯!!眠れる力を呼び起こせ」 - Okore Gohan!! Nemureru Chikara o Yobiokose | 21 aprile 1993    | 23 ottobre 2000   |
| 182 | Gohan viene messo subito alle corde, scatenando le proteste di Piccolo e degli altri, mentre suo padre si dimostra ancora sicuro. Ricordando le battaglie con Radish, Vegeta e Freezer, Gohan avverte Cell dei pericoli derivanti dalla sua ira; il nemico, più incuriosito che spaventato dalla storia, lo colpisce ancora più duramente. Gohan reagisce, ferendo lievemente Cell. |                   |                   |
| 183 | Le sette piccole copie di Cell 「ちっちゃな脅威!!セルジュニア来襲」 - Chitchana Kyōi!! Seru Junia Raishū | 28 aprile 1993    | 24 ottobre 2000   |
| 183 | Mentre lo scontro va avanti Cell ruba il sacco dei senzu così che nessuno dei guerrieri presenti possa curarsi e intervenire nello scontro. Approfittando della sua mancanza di aura C-16 afferra Cell alle spalle per eliminarlo con un'esplosione, ma scopre che l'ordigno dell'autodistruzione è stato rimosso dal suo corpo. Cell distrugge quasi interamente l'androide e crea sette copie in miniatura, i Cell Jr., per attaccare Vegeta e gli altri. |                   |                   |
| 184 | La goccia che fa traboccare il vaso 「16号無惨!!動き出す怒りの超悟飯」 - Jūrokugō Muzan!! Ugokidasu Ikari no Sūpā Gohan | 5 maggio 1993     | 25 ottobre 2000   |
| 184 | Mentre i Cell Jr. combattono con Goku e i suoi amici trovando poca resistenza Cell distrugge del tutto C-16. Gohan, infuriato per la distruzione dell'androide, libera la rabbia furiosa e si trasforma in Super Saiyan 2. |                   |                   |
| 185 | La vendetta di Gohan 「吹き荒れる真の力!!セルジュニア粉砕」 - Fukiareru Shin no Pawā!! Seru Junia Funsai | 12 maggio 1993    | 26 ottobre 2000   |
| 185 | Nello stadio di Super Saiyan 2 Gohan distrugge senza difficoltà i Cell Jr. e si prepara a combattere con Cell. |                   |                   |
| 186 | Cell è al tappeto 「セルをko!!たった2発の超鉄拳」 - Seru o Nokkuauto!! Tatta Nihatsu no Chō Tekken | 19 maggio 1993    | 27 ottobre 2000   |
| 186 | La trasformazione ribalta le sorti del combattimento, con Cell messo alle strette in pochi colpi. |                   |                   |
| 187 | L'essere perfetto si scompone 「セルに異変!!崩された完全体」 - Seru ni Ihen!! Kuzusareta Kanzentai | 26 maggio 1993    | 30 ottobre 2000   |
| 187 | Gohan colpisce pesantemente Cell, facendogli rigurgitare - con un calcio allo stomaco - l'assorbita C-18. Il nemico regredisce allo stato precedente, quello in cui aveva affrontato Vegeta. |                   |                   |
| 188 | Goku salva il pianeta 「バイバイみんな!!悟空最後の瞬間移動」 - Bai Bai Minna Gokū Saigo no Shunkan Idō | 2 giugno 1993     | 31 ottobre 2000   |
| 188 | Cell decide di autodistruggersi per fare esplodere la Terra, ma Goku lo porta - grazie al teletrasporto - sul pianeta del re Kaioh dove avviene la detonazione. Goku e il re Kaioh muoiono nell'esplosione, mentre sulla Terra Gohan e gli altri piangono la scomparsa dell'eroe; tuttavia Cell, sopravvissuto, riappare nel suo stadio perfetto e uccide Trunks. |                   |                   |
| 189 | Momenti di terrore 「白昼の悪夢!!恐怖はより完璧に」 - Hakuchū no Akuma!! Kyōfu wa yori Kanpeki ni | 16 giugno 1993    | 1º novembre 2000  |
| 189 | Vegeta, furioso per la morte del figlio, attacca Cell ma viene sconfitto. Gohan, nel tentativo di salvarlo, riceve un colpo energetico a un braccio perdendone la funzionalità. |                   |                   |
| 190 | Buon sangue non mente! 「悟空から悟飯へ...父の魂は伝わった」 - Gokū kara Gohan e... Chichi no Tamashii wa Tsutawatta | 23 giugno 1993    | 2 novembre 2000   |
| 190 | Mentre Cell prepara la Kamehameha con cui distruggere il pianeta rammenta l'epoca da cui proviene: il Dottor Gelo aveva creato l'essere perfetto combinando le cellule di Saiyan, namecciani, umani e alieni. Incitato da Goku, che gli parla dall'aldilà grazie al re Kaioh, Gohan lancia a sua volta una Kamehameha che si scontra con l'attacco del nemico. |                   |                   |
| 191 | Fine del torneo 「戦いは終った...ありがとう孫悟空」 - Tatakai wa Owatta... Arigatō Son Gokū | 30 giugno 1993    | 3 novembre 2000   |
| 191 | La collisione tra i due attacchi crea una voragine nel terreno, facendo tremare il pianeta. Capendo che Gohan si sta trattenendo per non danneggiare la Terra Goku gli ricorda le sfere del drago e il giovane imprime più forza all'attacco. Piccolo, Tenshinhan, Crilin e Yamcha attaccano Cell inutilmente, che li spazza via soltanto con l'aura; quando il pianeta comincia ad andare in frantumi Vegeta attacca Cell dall'alto distraendolo. Approfittando dell'attimo Gohan libera la sua massima energia distruggendo definitivamente il nemico. |                   |                   |
| 192 | Goku rimane nell'aldilà 「オラあの世で修業する!!笑顔の別れ」 - Ora Ano Yo de Shugyō suru!! Egao no Wakare | 7 luglio 1993     | 6 novembre 2000   |
| 192 | Dopo avere sconfitto Cell Gohan è sfinito e i suoi amici decidono di portarlo da Dende che lo guarirà con i suoi poteri magici. Anche Trunks e C-18 vengono portati al palazzo di Dio. Dopodiché il piccolo namecciano evoca il nuovo drago Shenron, al quale chiedono di fare tornare tutte le persone eliminate da Cell. Con il secondo desiderio vorrebbero fare resuscitare Goku, ma il drago conferma di non poterlo poiché già morto e resuscitato una volta, allora pensano di farsi trasferire sul pianeta dei namecciani, in modo da chiedere al drago Polunga di fare tornare anche Goku. Quest'ultimo, però, tramite un messaggio telepatico, fa sapere che ha deciso di restare nell'aldilà per allenarsi, invece che ritornare sulla Terra. Intanto Mr. Satan si è preso i meriti della sconfitta di Cell. |                   |                   |
| 193 | Una nuova vita 「新しい日々...父さん!ボクがんばる」 - Atarashii Hibi... Tōsan! Boku Ganbaru | 14 luglio 1993    | 7 novembre 2000   |
| 193 | Crilin chiede al drago Shenron di togliere l'esplosivo impiantato nei corpi di C-17 e C-18, dopodiché tutti ricominciano una nuova vita. |                   |                   |
| 194 | Torna la pace anche nel futuro di Trunks 「もう一つの結末!!未来はオレが守る」 - Mō Hitotsu no Ketsumatsu!! Mirai wa Ore ga Mamoru | 21 luglio 1993    | 8 novembre 2000   |
| 194 | Trunks ritorna nella sua epoca, sconfiggendo C-17 e C-18. Successivamente sconfigge anche Cell prima che riesca a entrare nella macchina del tempo per ritornare nel passato e diventare l'essere perfetto. |                   |                   |

## Home video
Gli episodi della sesta stagione di Dragon Ball Z sono compresi nei dischi dal 26 al 33 dell'edizione in DVD giapponese, pubblicati il 18 settembre 2003 all'interno del secondo volume di Dragon Box Z hen e poi ad uscite individuali tra il 5 luglio e il 6 settembre 2006.
| N° | Data             | Episodi | Fonte  |
| -- | ---------------- | ------- | ------ |
| 26 | 5 luglio 2006    | 148-153 | [ 37 ] |
| 27 | 5 luglio 2006    | 154-159 | [ 38 ] |
| 28 | 2 agosto 2006    | 160-165 | [ 39 ] |
| 29 | 2 agosto 2006    | 166-171 | [ 40 ] |
| 30 | 2 agosto 2006    | 172-177 | [ 41 ] |
| 31 | 6 settembre 2006 | 178-183 | [ 42 ] |
| 32 | 6 settembre 2006 | 184-189 | [ 43 ] |
| 33 | 6 settembre 2006 | 190-195 | [ 44 ] |